# 貝希特斯加登國家公園

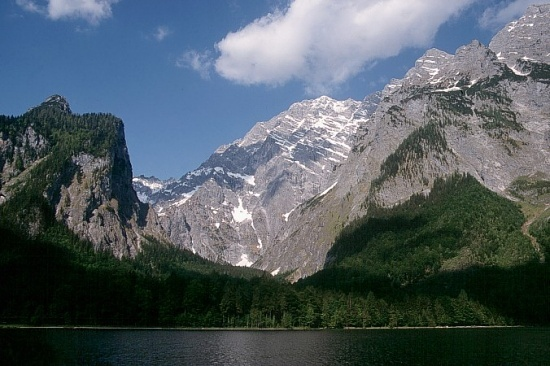

貝希特斯加登國家公園是德國的國家公園，位於該國東南部，始建於1978年8月1日，面積210平方公里，該國家公園自1990年被聯合國教科文組織列為生物圈保護區。